# Rio Grande (Rio Grande do Sul)
Pour les articles homonymes, voir Rio Grande.
Rio Grande est une ville brésilienne de la mésorégion Sud-Est du Rio Grande do Sul, elle fait partie de la microrégion du Littoral lagunaire et se situe à environ 316 km par la BR-116 au sud-ouest de Porto Alegre. L'accès se fait par les RS-122, RS-124 et RS-240. Sur son territoire est localisée une partie de la réserve écologique de Taim — qu'elle partage avec la municipalité voisine de Santa Vitória do Palmar — et la plage du Cassino (Praia do Cassino), considérée comme une des plus longues du monde.
La ville est aujourd'hui le siège du Ve District Naval, du 6e Groupe d'Artillerie de Campagne, possède l'université fédérale de Rio Grande, les facultés de l'Atlantique Sud, la Station d'appui Antarctique, la raffinerie de pétrole Ipiranga, et est dotée d'un port international moderne destiné à devenir le principal port du Mercosul.

## Histoire
La cité portuaire de Rio Grande fut fondée le 19 février 1737, date qui marque aussi le début de la colonisation portugaise du Rio Grande do Sul. La fondation fut dirigée par le Capitaine de vaisseau José da Silva Paes, qui commandait l'expédition militaire portugaise chargée d'assurer la prise de possession, pour la Couronne portugaise, du territoire entre Laguna -jusqu'alors limite de la présence portugaise dans le sud de Santa Catarina- et Colonia del Sacramento, face à Buenos Aires.
Silva Paes, en s'installant à Barra do Rio Grande, fonda tout de suite la garnison de Rio Grande et érigea le Fort Jesus, Maria, José qui donna naissance à la première installation dans le Rio Grande do Sul. Du Fort, il ne reste plus que quelques vestiges.
Le hameau fut élevé à la condition de bourg en 1751 et, peu de temps après -de 1763 à 1776- il resta sous le contrôle des Espagnols jusqu'à ce que, le 2 avril 1776, il fut reconquis définitivement par les Portugais.
Rio Grande fut la première capitale de la capitainerie de Rio Grande de São Pedro, en 1760, eut la première Chambre des conseillers municipaux, en 1761, la plus vieille loge maçonnique de l'État, en 1840, la première Chambre de commerce, en 1844 (et quatrième plus ancienne du Brésil), et a la première bibliothèque publique du Rio Grande do Sul. Le premier phare de l'État, le Farol Capão da Marca, fut inauguré par Dom Pedro II sur son territoire en 1849.
Rio Grande fit partie du processus de peuplement de l'État qui passait obligatoirement par Laguna, centre de réception et de dispersion des pénétrations vers le Sud. Là, les Paulistes et les Luso-brésiliens se réapprovisionnaient dans leur longue marche vers les terres du Rio Grande et, plus tard, Colonia del Sacramento. La province devint, dès lors, le lieu de passage et d'approvisionnement entre les deux bases portugaises de l'extrême-sud : Laguna et Sacramento. C'est à cette époque, avec la création du Fort Jesus, Maria, José, qu'arrivèrent les premiers Açoriens. Cette réalisation a signé le couronnement d'une longue épopée de peuplement et de défense du territoire riograndense par les Portugais. Ceux-ci se battaient contre les Espagnols pour maintenir leur domination sur la région. Ainsi naquit Rio Grande, comme point stratégique des actions politiques et diplomatiques de l'époque.
Parmi d'autres faits de sa longue histoire, la cité a vu naître la première femme diplômée de médecine du Brésil, Rita Lobato Velho, et a le plus ancien club de football du pays, l'Esporte Clube Rio Grande, constitué en juillet 1900.

## Économie

### Le port
Des trois ports du Rio Grande do Sul, celui de Rio Grande est le plus important. Il s'agit de l'unique port maritime de l'État, avec des caractéristiques naturelles privilégiées. C'est le port de meilleur tirant d'eau du Mercosul et, avec les années, il devra devenir un port de concentration de charges, les recevant non seulement du Rio Grande, mais aussi d'Uruguay, d'Argentine et du Paraguay, les partenaires du Brésil au sein de l'organisation économique.

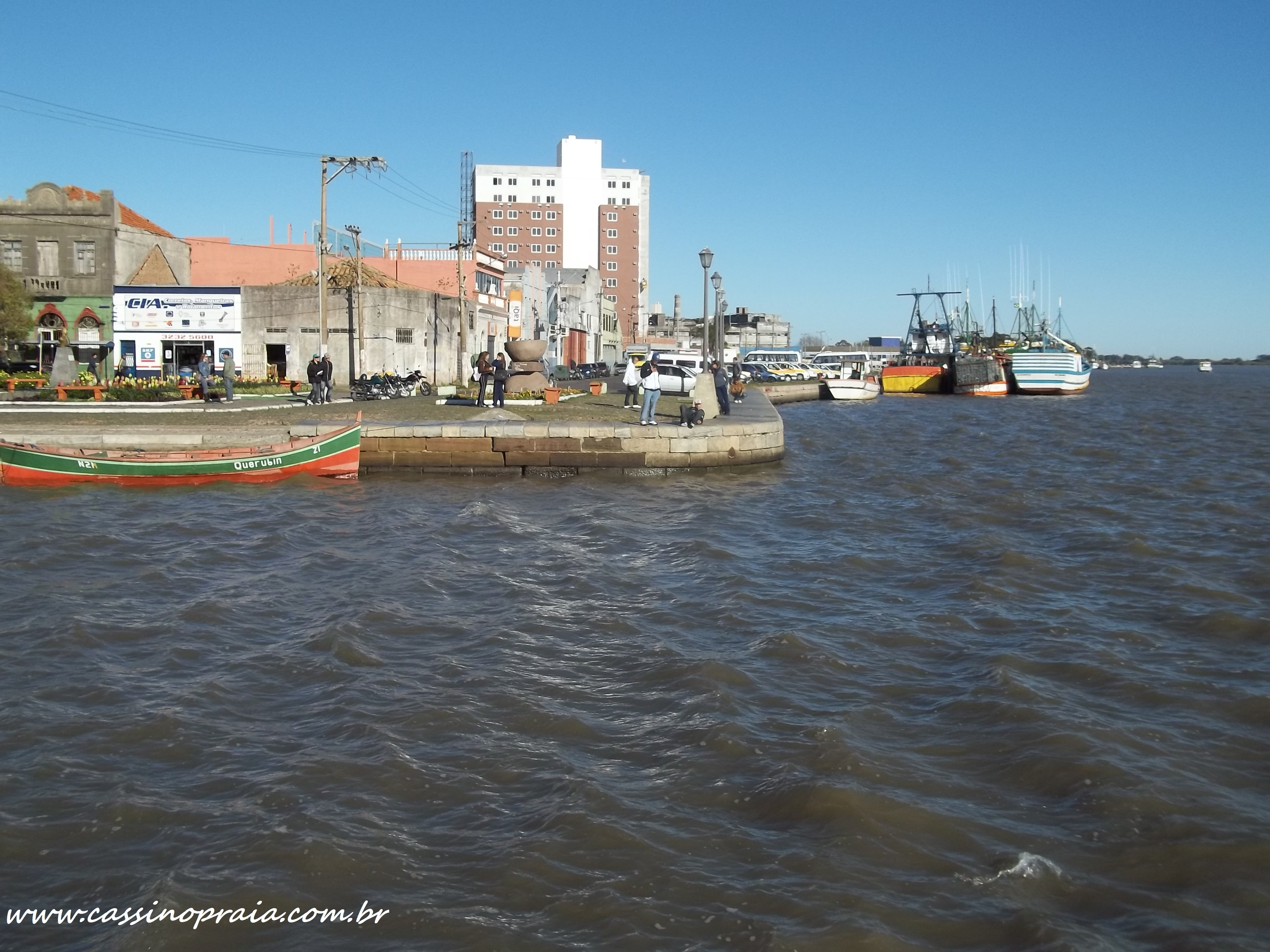
Le vieux port (porto velho).

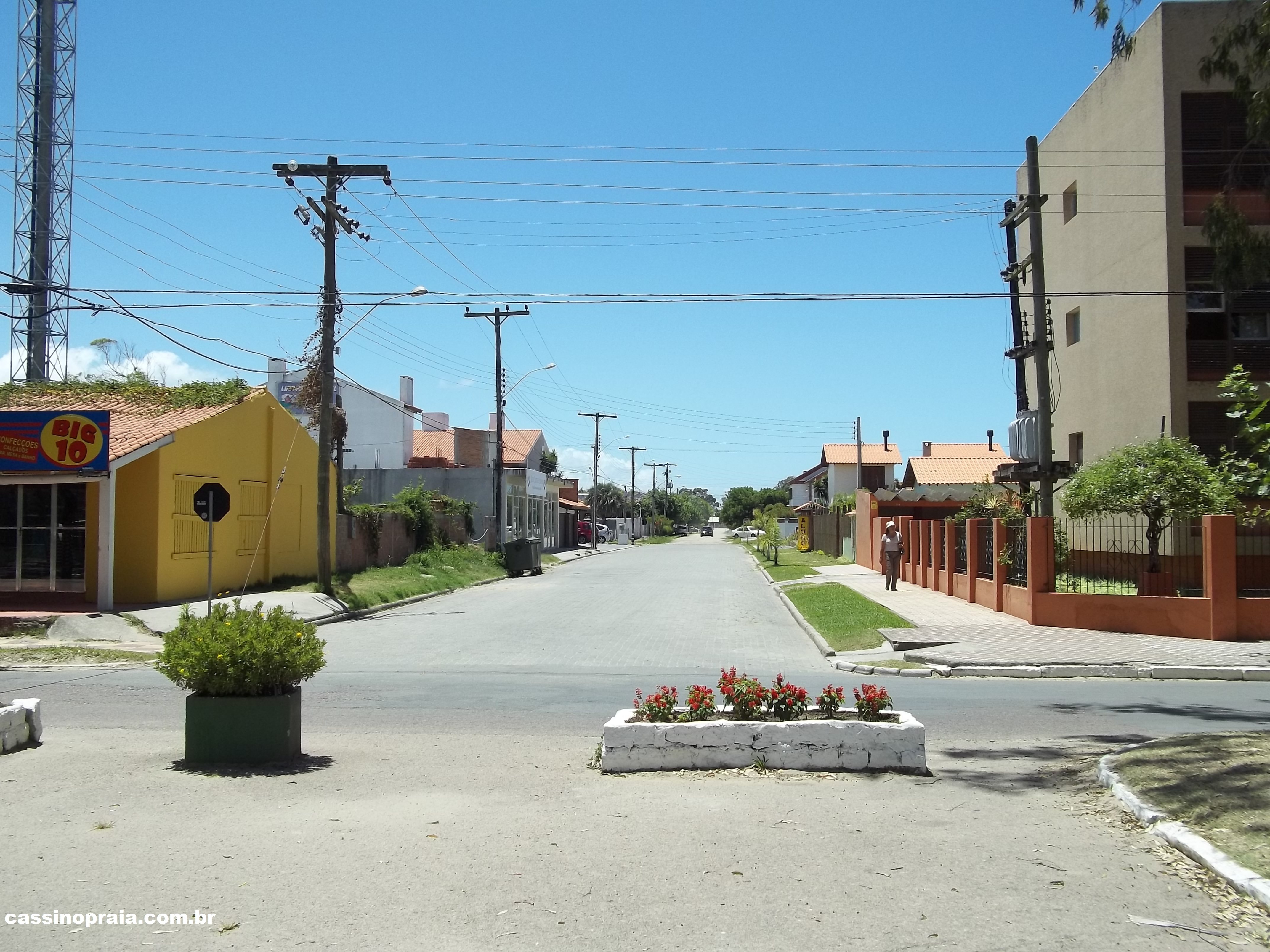
Une rue de Rio Grande.

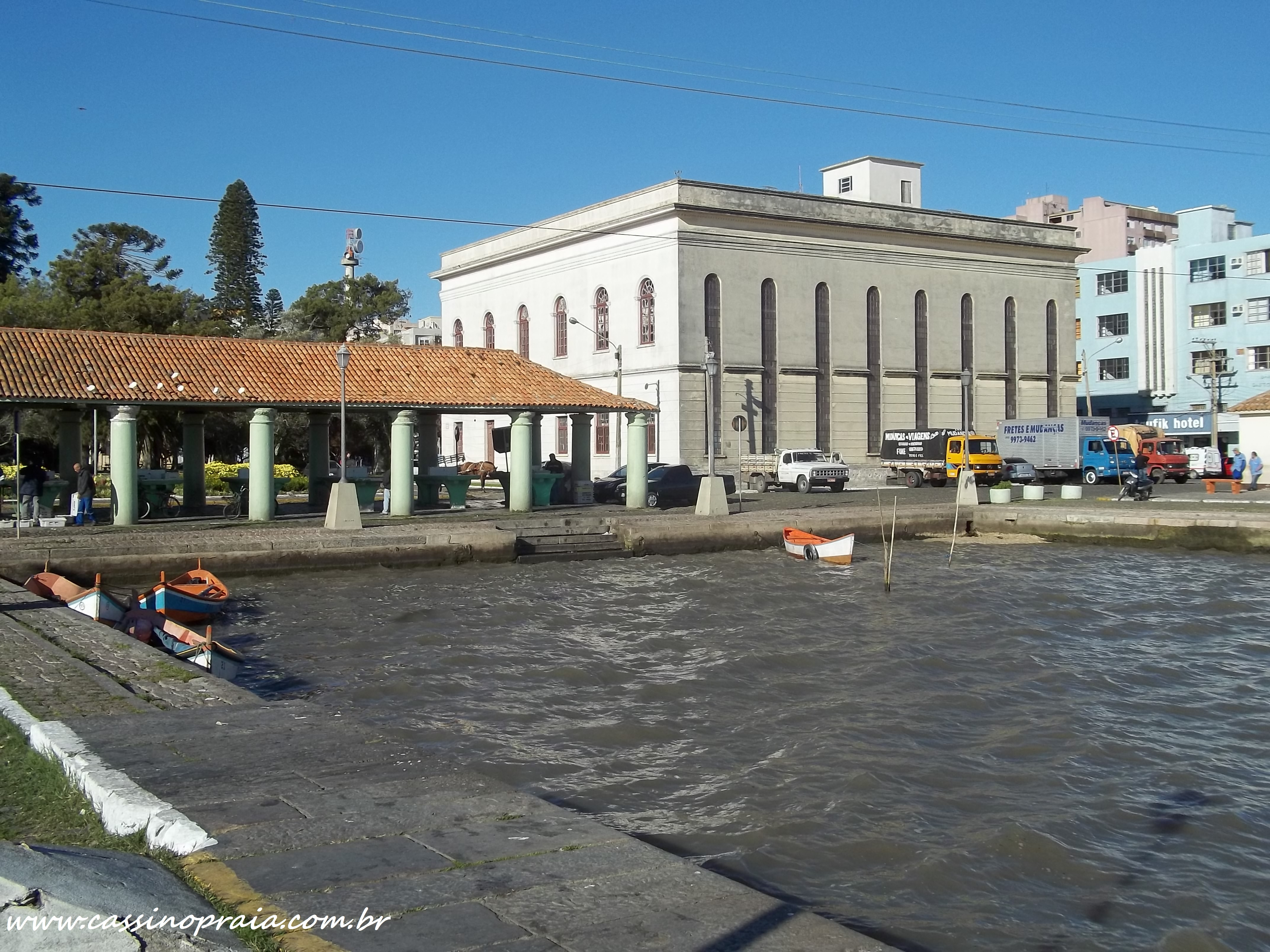
La bibliothèque Rio-Grandense.

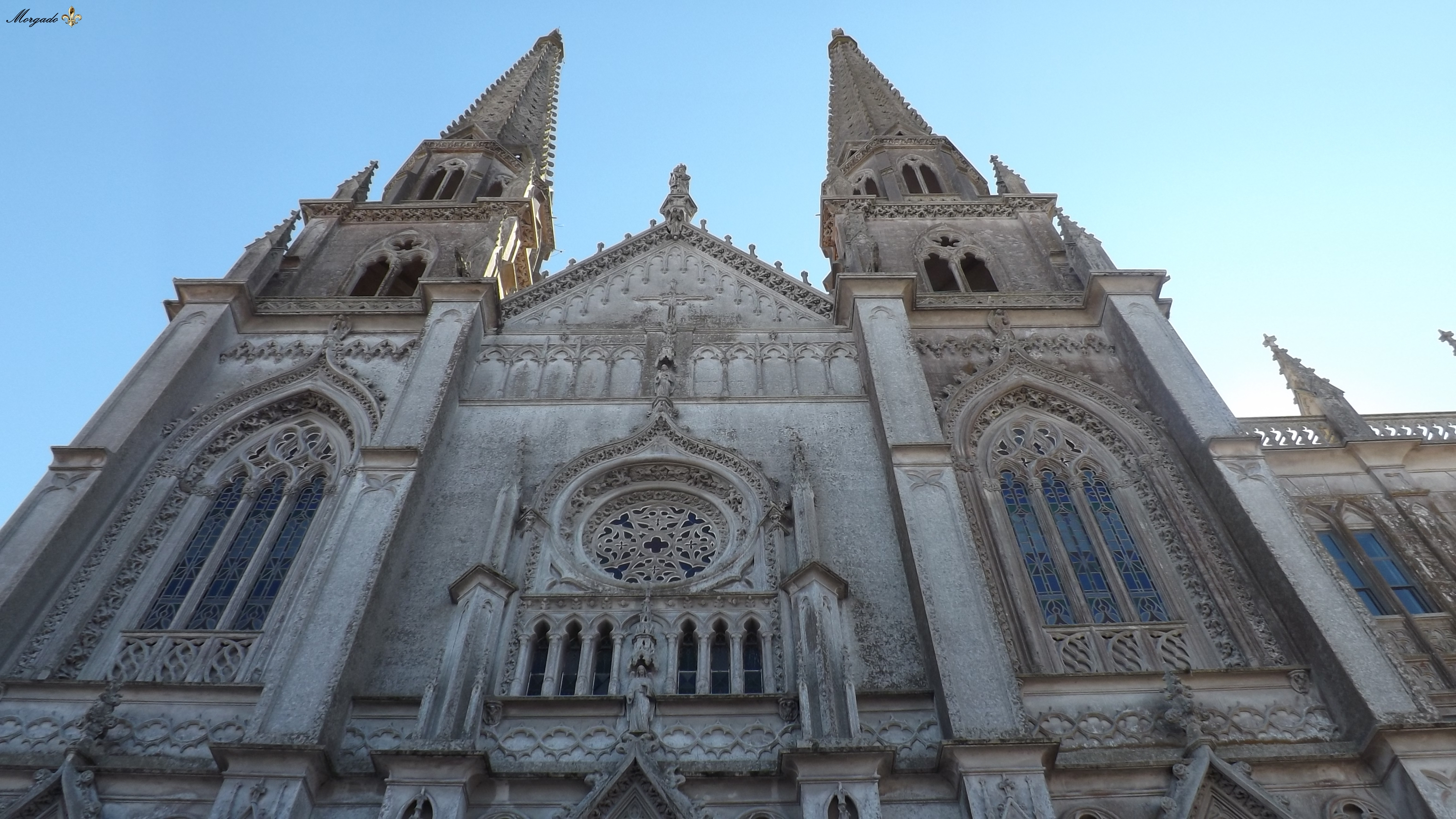
L'église Notre-Dame du Mont-Carmel.

Le complexe portuaire de Rio Grande est constitué de quatre installations principales : le vieux port (porto velho), le nouveau port (porto novo), le super port (superporto) et São José do Norte (ce dernier est une zone de pêche, sans autre importance économique).
Depuis le 14 avril 1997, toutes les opérations des divers terminaux du port de Rio Grande sont privatisées. Ceci est censé assurer plus d'efficacité de fonctionnement, en réduisant les coûts de déplacement des marchandises.

#### Les zones du port
Le super port, implanté entre les années 1950 et 1980, possède les terminaux les plus importants, presque tous sont céréaliers et tournés vers l'exportation du soja, en grande partie transgénique. Ces terminaux sont répartis sur une longueur d'environ 10 km. Les plus importants sont ceux des compagnies Termasa, Tergrasa, Santista et des Adubos Trevo (Engrais Trevo), en plus du terminal de conteneurs (pas céréalier, mais de charges classiques), un des plus performants de toute l'Amérique latine.
Le nouveau port, construit principalement entre 1911 et 1916, de 1.952 mètres, est spécialisé dans les charges classiques. Son activité principale est le traitement des conteneurs loué à un grand nombre d'opérateurs privés.
Le vieux port, construit en 1915, 640 mètres, est uniquement utilisé pour la pêche. En 1998 et 1999, il a été transformé en complexe touristique.
- Canal d'accès au super port : largeur 200 mètres ; tirant d'eau, 40 pieds.
- Canal d'accès au nouveau port : largeur 150 mètres ; tirant d'eau, 29 pieds.
- Bassin d'évolution du super port : largeur 250 mètres ; tirant d'eau, 40 pieds.
- Bassin d'évolution du nouveau port : largeur 150 mètres ; tirant d'eau, 29 pieds.
- Bassin d'évolution du vieux port : largeur 100 mètres ; tirant d'eau, 17 pieds.

### Statistiques
- Revenu per capita (2000) : R$ 3.820,44 (Change 2000 : R$1,00 = 4,00 FF, alors, 955,11 FF)
Atlas du Développement Humain/PNUD
- PIB per capita (2003) : R$ 13.528,00 (Change 2003 : 1,00€ = R$ 3,00, alors,4.509,33€) Source : FEE

## Maires
| Période | Période  | Identité                   | Étiquette | Qualité              |
| ------- | -------- | -------------------------- | --------- | -------------------- |
| 1993    | 1996     | Alberto José Barutót Leite | PSDB      | élu avec 39.766 voix |
| 1997    | 2000     | Wilson Mattos Branco       | PMDB      | élu avec 33.405 voix |
| 2001    | 2004     | Fábio de Oliveira Branco   | PMDB      | élu avec 50.362 voix |
| 2005    | 2008     | Janir Souza Branco         | PMDB      | élu avec 83.047 voix |
| 2009    | 2012     | Fábio de Oliveira Branco   | PMDB      | élu avec 60.471 voix |
| 2013    | 2016     | Alexandre Lindenmeyer      | PT        |                      |
| 2017    | 2020     | Alexandre Lindenmeyer      | PT        |                      |
| 2021    | En cours | Fábio de Oliveira Branco   | MDB       |                      |

## Démographie
- Espérance de vie : 68,64 ans (2000) Source : FEE
- Coefficient de mortalité infantile (2005) : 14,65 pour 1000 Source : FEE
- Taux d’analphabétisme (2000) : 6,99 % Source : FEE
- Croissance démographique (2005) : 0,95 % par an
- Indice de Développement Humain (IDH) : 0,793
(Atlas du Développement Humain PNUD - 2000)
- 51,53 % de femmes
- 48,47 % d'hommes
- 96,07 % de la population est urbaine
- 3,93 % de la population est rurale

## Villes voisines
- Santa Vitória do Palmar
- Arroio Grande
- Capão do Leão
- Pelotas
- São José do Norte